# Jesse Jane
Pour les articles homonymes, voir Jane.
Cindy Taylor, dite Jesse Jane, est une actrice pornographique et mannequin de charme américaine, née le 16 juillet 1980 à Fort Worth (Texas) et morte le 24 janvier 2024 à Moore (Oklahoma).

## Biographie

### Jeunesse et vie privée
Cindy Taylor naît le 16 juillet 1980 à Fort Worth dans l'État du Texas. Fille de militaire, elle passe son enfance dans diverses bases militaires de la région du Midwest. Grâce à son amour du football américain et à sa formation de danseuse, elle devient la meneuse des pom-pom girls de son lycée. Elle est diplômée avec mention du lycée Rose Hill High School, à Rose Hill dans le Kansas, et elle choisit d'exercer la profession de mannequin.
En 2000, soit avant sa carrière pornographique, elle donne naissance à un garçon. 
En 2004, elle déclare dans le Howard Stern Show qu'elle a subi une hystérectomie pour un cancer du col de l'utérus.
En 2007, elle indique avoir épousé l'acteur de films pornographiques Rick Patrick en 2005,. Ils habitent la ville d'Oklahoma.
Jesse Jane se considère comme bisexuelle.
À l’âge de 43 ans, Jesse Jane et son petit ami Brett Hasenmueller, sont retrouvés morts le 24 janvier 2024 à son domicile de Moore (Oklahoma),,,,,. La police suspecte qu’une overdose serait à l'origine des décès.

### Carrière
Après avoir été qualifiée à des finales régionales de casting, Jesse Jane travaille pour des agences de mannequins telles que 5-7-9 et David's Bridal et tourne un spot publicitaire à la télévision pour la chaîne de restaurants Hooters.
En 2002, elle entame sa carrière d’actrice pornographique, qu’elle poursuit pendant quinze ans. C'est en lisant un article journalistique concernant la star du X Tera Patrick et le fait qu'elle travaille pour Digital Playground, des studios produisant des films pornographiques, que l'idée est venue à Jane de les contacter. Elle signe rapidement un contrat d'exclusivité avec eux. Elle choisit Jesse Jane comme pseudonyme, jeu de mots faisant à la fois référence à Jesse James et à Calamity Jane. Elle tourne d'abord No limits, son premier film, aux côtés de Devon. Dans les mois qui suivent, on a pu la voir sur les antennes de la chaîne Showtime dans la série des émissions de télé réalité Family Business lorsqu'elle est filmée à la convention de l'Adult Video News Awards. Jesse Jane commence sa carrière en février 2003 avec le film Busty Cops.
En août 2002, Jesse Jane est nommée Miss photogénique par l'American Dreams Pageant. À défaut de réaliser son rêve qui était de travailler dans l'industrie pornographique, elle se rabat sur une carrière de mannequin spécialisée dans le bikini.
Jesse Jane se présente dans des concours de beauté Hawaiian Tropic. Pendant l'un de ces concours, elle parvient à obtenir un rôle de figurante dans le téléfilm Alerte à Malibu - Mariage à Hawaï en 2003, après avoir impressionné le réalisateur.
En 2004, elle fait une apparition dans le clip de la chanson Step Up, issue de Desensitized, le second album du groupe américain de metal Drowning Pool, dont elle affirme que c'est son groupe préféré. Elle tourne sa première scène lesbienne en 2005 dans le film Pirates.
Au cours du passage Jay Walking[pas clair] de l'épisode The Tonight Show with Jay Leno paru le 25 juillet 2006, elle dit travailler chez Hooters et se nommer « Cindy ». La couverture d'un magazine pornographique est alors présentée à l'écran montrant que Cindy et Jesse Jane ne font qu'une seule et même personne.
En janvier 2007, un article du New York Times informe ses lecteurs que Jesse Jane a l'intention d'augmenter le volume de ses seins dans l'optique des films de haute définition. Le 12 février, son blog annonce que c'est chose faite.
Les films de Digital Playground dans lesquels Jesse Jane est apparue, tels No Limits, Beat the Devil, la série Pirates (2005) ou Loaded, sont souvent nommés aux diverses cérémonies du cinéma pornographique et s'avèrent suffisamment populaires pour lui permettre de lancer sa propre marque de gadgets sexuels.
Jesse Jane rejoint DP Tonight, un programme de débats télévisés en direct concernant l'industrie pornographique et dont elle devient la coanimatrice avec Devon et Teagan Presley, deux autres actrices de Digital Playground. Les débats, basés sur l'interactivité audience/animateurs, tournent autour des ragots dans l'industrie du X ainsi que de questions posés aux acteurs invités.
Jane participe en tant qu'invitée au neuvième épisode de la seconde saison de la série télévisée Entourage diffusée sur HBO et dans lequel elle est à la tête d'une bande organisée appelée la Pussy Patrol. Au mois de mars 2006, Jesse Jane et Kirsten Price deviennent des invitées à Night Calls, l'émission de variétés la plus regardée sur la chaîne Playboy TV. Jesse Jane est également l'invitée de l'émission Naughty Amateur Home Videos diffusée par Playboy TV et, depuis janvier 2007, journaliste au magazine pornographique Chéri.
En 2007, Jesse Jane rejoint l'équipe de Ralph, un magazine australien visant une clientèle masculine, en tant que journaliste pour tout ce qui concerne la sexualité. Elle répond aux lettres des lecteurs et favorise les rencontres.
En 2009, elle participe aux séries de télé-réalité The Bad Girls Club. Au cours d'un documentaire intitulé Porn: Business of Pleasure diffusé sur les antennes de CNBC, elle détaille sa carrière et sa vie en dehors du milieu de la pornographie dans un entretien de dix minutes.

## Filmographie partielle

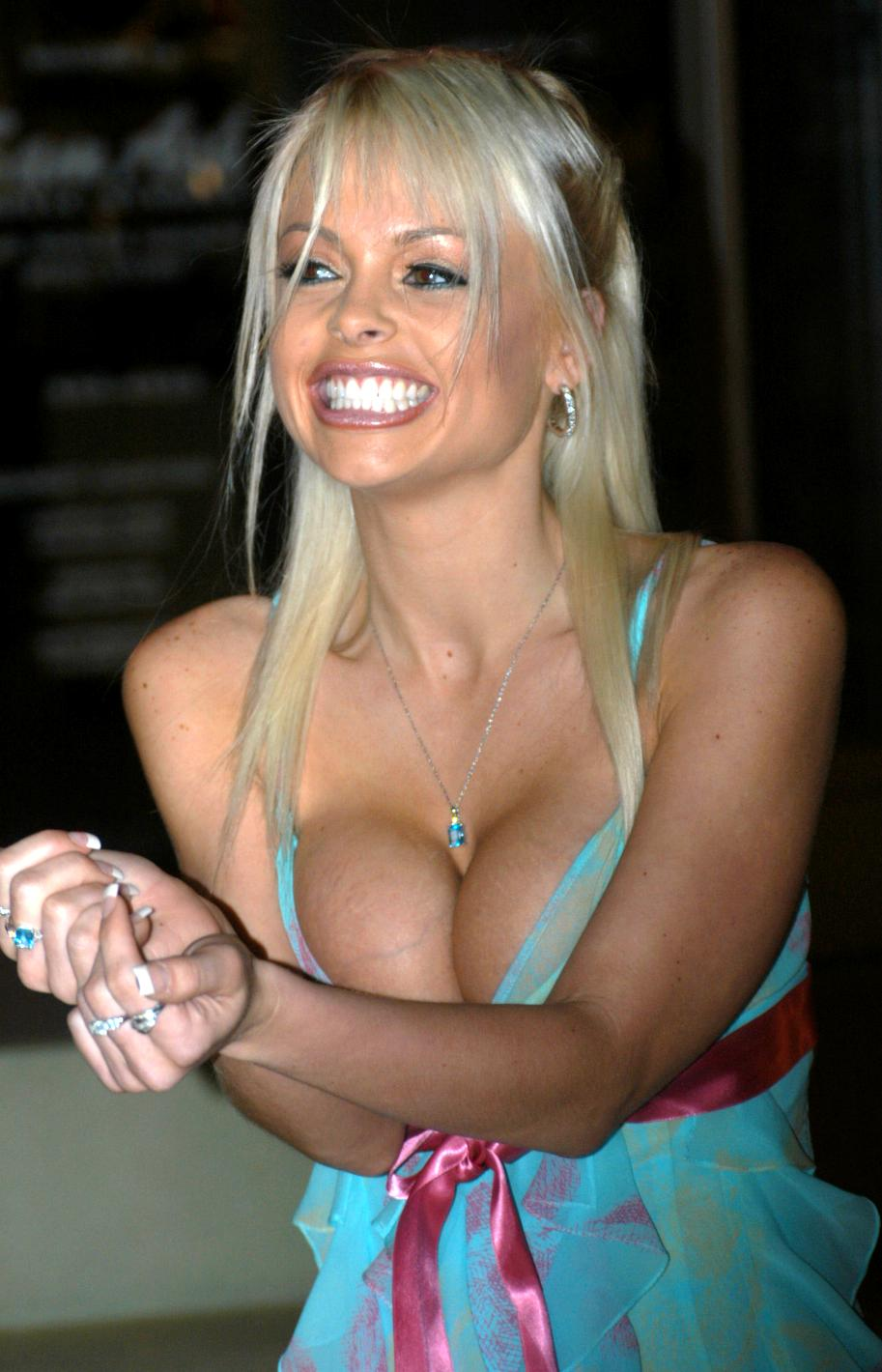
Jesse Jane en 2005.

Elle est apparue dans 73 films, dont :
- Beat The Devil (2003)
- Virtual Sex with Jesse Jane (2003)
- No Limits (2003)
- Three Timing  (2003)
- Island Fever 3 (2004)
- Pirates (2005)
- Island Fever 4 (2006)
- Jesse Jane: Sexual Freak (2006)
- Jesse Jane: All-American Girl (2006)
- Scream (2007)
- Babysitters (2007)
- Jesse Jane in Pink (2007)
- Pirates 2 : La Vengeance de Stagnetti (Pirates 2 : Stagnetti's Revenge, 2008)
- Cheerleaders (2008)
- Teachers (2009)
- Homework (2010)
- Jesse Jane Playful (2010)
- Body Heat (2010)
- Jesse Jane Reckless (2010)
- Jesse Jane The Roommate (2010)
- Couch Confessions (2010)
- Titlicious 3 (2011)
- Top Guns (2011)
- Assassins (2011)
- Blackmail (2011)
- Babysitters 2 (2011)
- PowerFuck  (2011)

## Distinctions

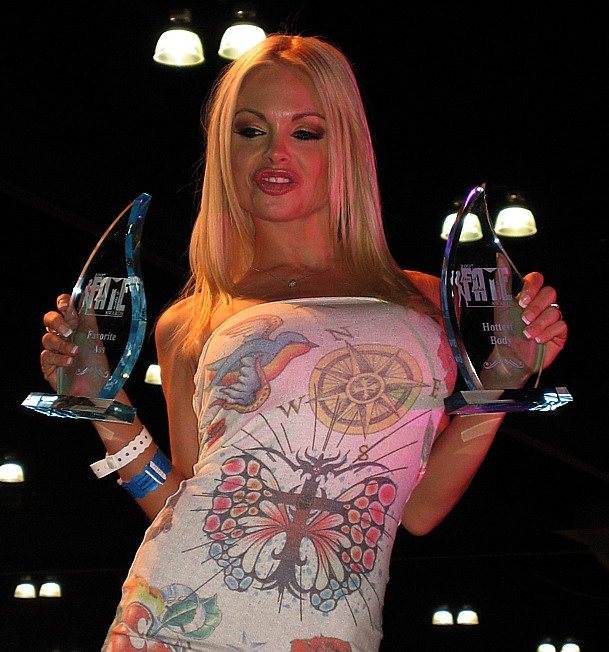
Jesse Jane lors de la remise des F.A.M.E. Awards en 2007

- 2002 : American Dreams Pageant, dans la catégorie Most Photogenic
- 2003 : Nightmoves Entertainment Award, dans la catégorie Best New Starlet[22] (voté par les visiteurs du site)
- 2004 : CAVR Award, dans la catégorie MVP of the Year
- 2004 : Venus Awards États-Unis, dans la catégorie Meilleure actrice[23]
- 2006 : AVN Award, dans la catégorie Best All-Girl Sex Scene (Video) pour le film Pirates[24] avec Janine Lindemulder;
- 2006 : Nightmoves Entertainment Award - Best Actress[25] (voté par les visiteurs du site)
- 2006 : Miss Décembre Booble, voté par les visiteurs du site
- 2006 : Fans of X-Rated Entertainment - Female Fan Favorite[26]
- 2006 : Scandinavian Adult Award - Best Selling International Star (Star la mieux vendue à l'international)[27]
- 2007 : AVN Award, dans la catégorie Best All-Girl Sex Scene (Video) pour le film Island Fever 4[28]
- 2007 : F.A.M.E. Award, dans la catégorie Hottest Body[29]
- 2007 : Exotic Dancer Awards - Adult Movie Feature Entertainer of the Year[30]
- 2007 : Eroticline Awards - Best US Actress[31]
- 2008 : F.A.M.E. Award, dans la catégorie Hottest Body[32]
- 2008 : Eroticline Awards Medien eLINE Award - Best US Actress[33]
- 2009 : AVN Awards[34]
  - Meilleure scène de sexe entre deux femmes (Best Girl/Girl Sex Scene) pour Pirates II: Stagnetti's Revenge (avec Belladonna)
  - Best All-Girl Group Sex Scene pour le film Cheerleaders avec Sophia Santi, Shay Jordan, Stoya, Adrianna Lynn, Brianna Love, Lexxi Tyler, Memphis Monroe et Priya Rai
- 2009 : F.A.M.E. Award – Hottest Body[35];
- 2009 : Hot d'or, dans la catégorie Meilleure actrice américaine pour le film Pirates 2 : Stagnetti’s Revenge[36]
- 2011 : AVN Award vainqueur – Best All-Girl Group Sex Scene – Body Heat avec Kayden Kross, Jesse Jane, Riley Steele, Katsuni et Raven Alexis
- 2012 : AVN Award Meilleure actrice dans un second rôle (Best Supporting Actress) pour Fighters (Digital Playground)[37]
- 2013 : AVN Hall of Fame[38]